# Ешлі Мюррей
Ешлі Монік Мюррей (англ. Ashleigh Monique Murray; нар. 18 січня 1988, Канзас-Сіті, Міссурі, США) — американська акторка та співачка, найбільше відома по ролі Джозі МакКой у телесеріалі «Рівердейл»(2017—2019), і у серіалі «Кеті Кін»

## Кар'єра
У 2016 Мюррей отримала другорядну роль у підлітковій драмі каналу The CW «Рівердейл», де вона грає Джозі МакКой — "розкішну, зарозумілу і амбіційну дівчинку, яка є головною солісткою поп-гурту Джозі та кішечки"..
Прем'єра серіалу відбулася в 2017 році, і Мюррей була учасником акторського складу до 2019 року. У лютому 2019 року було оголошено, що Мюррей повторить свою роль Джозі Маккой у складі основного акторського складу спін-офу «Рівердейл». У травні 2019 року The CW замовив Кеті Кін серіал. У лютому 2022 року було оголошено що Мюррей зіграє головну роль у телесеріалі «Том Свіфт» спін-офф «Ненсі Дрю».
У 2017 Мюррей зіграла головну роль у фільмі для інтернет-служби потокового мультимедіа Netflix Deidra & Laney Rob a Train. Прем'єра фільму відбулася 23 січня 2017 на кінофестивалі «Санденс». На Netflix фільм з'явився 17 березня 2017.

## Фільмографія

### Фільми
| Рік  | Назва                      | Роль         | Примітки       |
| ---- | -------------------------- | ------------ | -------------- |
| 2007 | Finding Harmony            | Хармоні      | короткий фільм |
| 2012 | Welcome to New York        | Симон        |                |
| 2014 | Grind                      | Workout Girl |                |
| 2017 | Deidra & Laney Rob a Train | Деідра       | телефільм      |
| TBA  | Valley Girl                | Лорін        |                |

### Телебачення
| Рік             | Назва         | Роль                      | Примітки                       |
| --------------- | ------------- | ------------------------- | ------------------------------ |
| 2014            | The Following | дівчина-студентка коледжу | Епізод: "Resurrection"         |
| 2016            | Юна           | дівчина                   | 2 епізоди                      |
| 2017—2019, 2021 | Рівердейл     | Джозі МакКой              | головна роль                   |
| 2018            | Alex, Inc.    | Мелісса                   | Епізод: "The Unfair Advantage" |
| 2020            | Кеті Кін      | Джозі МакКой              | Головна роль                   |
| 2022            | Том Свіфт     | Зензі Фуллертон           | Головна роль                   |